# Arbing
Arbing är en ort och kommun  i Österrike. Den ligger i distriktet Perg i förbundslandet Oberösterreich, 120 kilometer väster om huvudstaden Wien. 
Kommunen består av åtta orter (Ortschaften) (inom parentes invånarantal 1 januari 2024):

- Arbing (788)
- Frühstorf (181)
- Groißing (210)
- Hehenberg (0)
- Hummelberg (131)
- Mollnegg (5)
- Puchberg im Machland (116)
- Roisenberg (109)